# Saint-Christoly-de-Blaye
 Saint-Christoly-de-Blaye  là một xã thuộc tỉnh Gironde trong vùng Aquitaine tây nam nước Pháp. Xã này nằm ở khu vực có độ cao trung bình 41 mét trên mực nước biển.